# منشی (فیلم ۲۰۰۲)
منشی (به انگلیسی: Secretary) فیلمی ۱۱۱ دقیقه‌ای به کارگردانی استیون شینبرگ با بازی مگی جیلنهال و جیمز اسپیدر است.
داستان آن به این شرح است که زن جوانی ( مگی جیلنهال ) که به تازگی از یک بیمارستان روانی آزاد شده است، به عنوان منشی در دفتر یک وکیل مرد ( جیمز اسپیدر ) شروع به کار می‌کند، اما طولی نمی‌کشد که رابطه بین آن دو فراتر از یک رابطه کاری می‌رود.